# Pom
pom（日语： Pomu），日本漫畫家、插畫家、人物設計師。作品有《前輩是偽娘》等。也因、等LINE貼圖而聞名。

## 來歷
大學期間，她加入合同會社Joynet擔任插畫家，並製作了許多LINE貼圖。在公司的工作之一就是畫漫畫。
- 2017年8月，獲得日本網路銀行（現PayPay銀行（日语：PayPay銀行））「PR吉祥物角色插畫大賽」最優秀獎[6][7]。
- 2017年9月，創作了第一部漫畫，並於同年11月號的《Manga Time Kirara MAX》上發表[4][6]。
- 2017年10月，於Good Smile Company舉辦的「初音未來10週年手辦模型計畫初音未來插畫大賽」中榮獲大獎[6][8]。她說，這次經歷讓她「有信心，我可以用自己的圖紙製作它」[4]。
- 2019年9月，在LINE漫畫 Indies上發表[6]。
- 2019年12月，《前輩是偽娘》在LINE漫畫 Indies上開始試行連載，並在16週內完成連載[9]。這是第一部縱長漫畫，也是第一部彩色漫畫[10]。
- 2021年3月，《前輩是偽娘》獲得第4屆「希望動畫化的漫畫排行榜（日语：アニメ化してほしいマンガランキング）」第3名[11]
- 2021年7月，《前輩是偽娘》獲得「LINE漫畫 2021上半年排行榜（女性篇）」第6名[12]。
- 2021年8月，《前輩是偽娘》獲得「下一部人氣漫畫大獎2021」網路漫畫部門第3名[13]。
- 2021年12月，《前輩是偽娘》獲得「LINE漫畫 2021年度排行榜（女性篇）」第3名[14]。該作品也完結[15]。
- 2022年3月，《前輩是偽娘》獲得第5屆「希望動畫化的漫畫排行榜」第1名[16]。
- 2022年4月，根據GReeeeN的歌曲「自我革命（日语：自分革命）」改編的同名漫畫將在LINE漫畫上公開[17]。
- 2022年12月，於LINE漫畫開始連載《諾亞是方舟》[18]。
- 2023年3月，宣布《前輩是偽娘》將製作成電視動畫[19]。
- 2023年4月，《前輩是偽娘》在「LINE漫畫 10週年特別排名 連載篇 按讚數部門」獲得第9名[20]。
- 2023年12月，《前輩是偽娘》將作為主線故事的前傳《前輩是偽娘 邂逅篇》再次連載[21]。
- 2024年7月，《前輩是偽娘》將改編成動畫[22]。播出至9月。
- 2025年2月，《前輩是偽娘》將上映電影。
- 2025年4月，《前輩是偽娘 邂逅篇》完結。

## 人物
自稱是山本彩的忠實粉絲，並稱她為「彩姐」。

## 獲獎紀錄
- 2021年：「LINE漫畫 2021上半年排行榜（女性篇）」第6名（《前輩是偽娘》）[12]
- 2021年：「LINE漫畫 2021年度排行榜（女性篇）」第3名（《前輩是偽娘》）[14]
- 2021年：「下一部人氣漫畫大獎2021」網路漫畫部門第3名（《前輩是偽娘》）[13]
- 2021年：第4屆「希望動畫化的漫畫排行榜」第3名（《前輩是偽娘》）[11]
- 2022年：第5屆「希望動畫化的漫畫排行榜」第1名（《前輩是偽娘》）[16]
- 2023年：「LINE漫畫 10週年特別排名 連載篇 按讚數部門」第9名（《前輩是偽娘》）[20]。

## 作品列表
- （《Manga Time Kirara MAX》2017年11月號—12月號）[4][24][25]
- 《前輩是偽娘》一迅社，全10冊（《LINE漫畫（日语：LINEマンガ）》2019年12月7日[10]—2021年12月30日[9]）—電視動畫於2024年7月至9月播出。電影動畫於2025年2月公開上映。
  - 前輩是偽娘 邂逅篇（《LINE漫畫》2023年12月21日—2025年4月17日）
- 自我革命（日语：自分革命）（《LINE漫畫》2022年4月28日—5月7日）—根據GReeeeN的同名歌曲改編的漫畫[17]。這首歌的MV中也使用了它[2]。
- 諾亞是方舟（《LINE漫畫》2022年12月8日[18]—2023年8月24日）

## 外部連結
- （日語）—pom的官方個人網站。